# Чиракът на магьосника
„Чиракът на магьосника“ (на английски: The Sorcerer's Apprentice) е американско фентъзи от 2010 г., продуциран от Джери Брукхаймър, режисиран от Джон Търтелауб, и е пуснат от Уолт Дисни Пикчърс, екипът зад филмовата поредица „Съкровището“. Във филма участват Никълъс Кейдж, Джей Барушел, Алфред Молина, Тереза Палмър и Моника Белучи.

## Актьорски състав
| Актьор            | Роля                                                                   |
| ----------------- | ---------------------------------------------------------------------- |
| Никълъс Кейдж     | Балтазар Блейк, базиран на Йен Сид във „Фантазия“                      |
| Джей Барушел      | Дейвид „Дейв“ Стътлър, интелгентен студент, който става чирак на Блейк |
| Джейк Чери        | Младият Дейв                                                           |
| Алфред Молина     | Максим Хорват, зъл магьосник и враг на Блейк                           |
| Тереза Палмър     | Ребека „Беки“ Барнс, любовен интерес на Дейв                           |
| Пейтън Лист       | Младата Беки                                                           |
| Тоби Кебъл        | Дрейк Стоун                                                            |
| Омар Бенсън Милър | Бенет Зъроу, съквартирант на Дейв                                      |
| Моника Белучи     | Вероника Горлоисен, магьосница и любовен интерес на Балтазар           |
| Алис Криге        | Моргана ле Фей                                                         |
| Робърт Карпън     | Оливър, приятел на Дейв от детството                                   |
| Иън Макшейн       | Разказвача                                                             |

## В България
В България филмът е пуснат по кината на 23 юли 2010 г. от Форум Филм България.
На 30 ноември 2010 г. е издаден на DVD и Blu-ray от А Плюс Филмс.
През 2011 г. е излъчен за първи път по HBO.
На 29 март 2015 г. е излъчен и по Нова телевизия с български дублаж за телевизията. Екипът се състои от:
| Озвучаващи артисти  | Даниела Йорданова Силвия Русинова Симеон Владов Христо Узунов Стефан Сърчаджиев-Съра Александър Митрев |
| Преводач            | Благовест Костадинов                                                                                   |
| Тонрежисьор         | Цветомир Цветков                                                                                       |
| Режисьор на дублажа | Димитър Кръстев                                                                                        |